# Zuhair Maschariqa
Muhammad Zuhair Maschariqa, international auch Masharqa bzw. Mashariqa (arabisch محمد زهير مشارقة; gelegentlich auch Suhajr Mascharikah; * 23. November 1938 in Aleppo, Syrische Republik; † 23. April 2007 in Damaskus, Syrien) war ein syrischer Politiker. Von 1984 bis 2005 war er einer der Vizepräsidenten seines Landes und von 2005 bis 2006 einziger Vizepräsident.

## Leben
Der aus Aleppo stammende Sunnit hatte in Damaskus Jura studiert und als Manager in der Wirtschaft gearbeitet. Als Mitglied der Baath-Partei wurde er nach der „Korrekturbewegung“ unter Präsident Hafiz al-Assad in den 1970er-Jahren zunächst zum Gouverneur von Hama ernannt und dann zum Bildungsminister, ehe er zum stellvertretenden Generalsekretär der syrischen Baath-Partei aufstieg. Zusammen mit Rifaat al-Assad und Abd al-Halim Chaddam wurde er am 11. bzw. 12. März 1984 zum Vizepräsidenten ernannt.
Er blieb Vizepräsident auch unter Baschar al-Assad (seit 2000) und hielt sich somit länger im Amt als Rifaat (bis 1998) und Chaddam (bis 2005). Aus gesundheitlichen Gründen trat 2006 aber schließlich auch Maschariqa zurück, neuer Vizepräsident wurde Faruk al-Scharaa.